# Cabasa

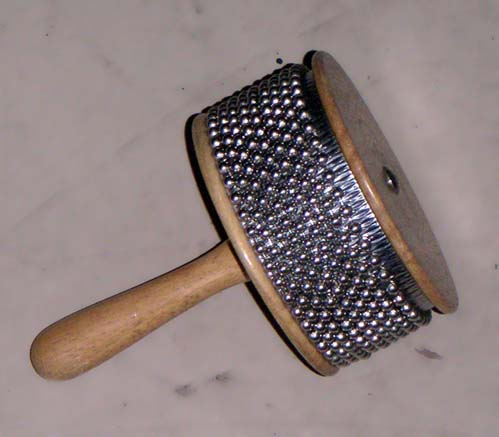
Cabasa mit Metallkugelketten

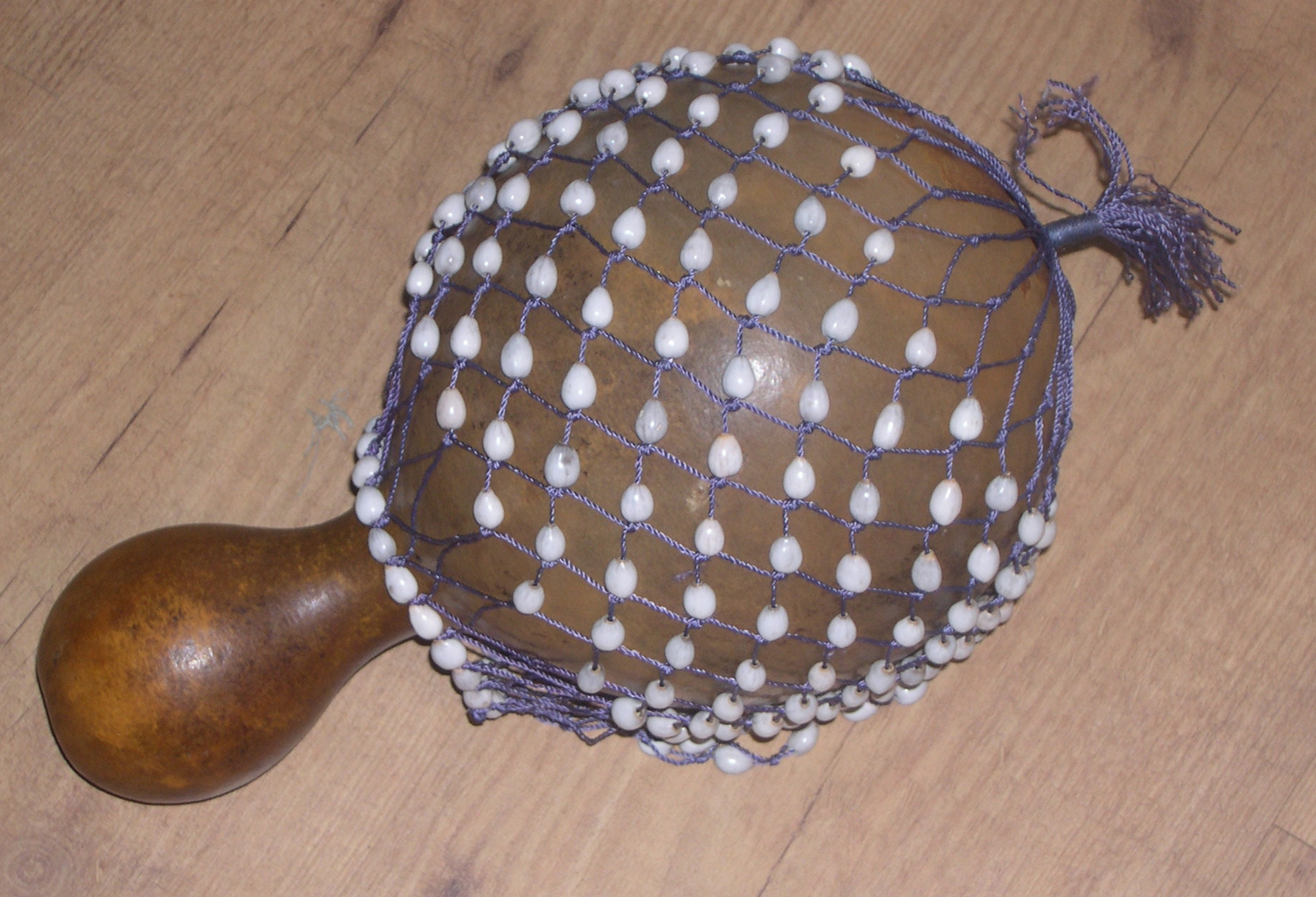
Cabasa mit Muschelnetz

Die Cabasa oder Cabaça (portugiesisch: Flaschenkürbis) ist ein Perkussionsinstrument aus Lateinamerika. Die afro-brasilianische Urform der Gefäßrassel besteht aus dem Fruchtkörper eines Flaschenkürbis, an dem ein Haltegriff angebracht ist. Die Oberfläche der Kalebasse ist mit einem Netz aus Fruchtkernen oder Perlen überzogen. Die industriell gefertigte Cabasa stammt von dem Originalinstrument mit Namen Afuche (‚Kürbisrassel‘) ab, siehe auch Shékere. Sie setzt sich zusammen aus einem Handgriff aus Holz oder Kunststoff mit zylinderförmigem Kopfteil und einem umliegenden Profilblech. Das Blech ist besetzt mit eng anliegenden Metallperlenketten, die exakte, feinperlige und rauschende Klänge ermöglicht. Weitere Bezeichnungen sind afoxê, afuxê, cabasa, cabaza, sekere, shekere.
Cabasas gibt es in verschiedenen Materialien, Ausführungen und Größen, auch solchen, die für Kinder geeignet sind. Es finden sich auch Anleitungen zum Selbstbau. Neben der Verwendung in der lateinamerikanischen Musik ist sie ein gebräuchliches Instrument auch in der Musikpädagogik und Musiktherapie.
Es gibt zwei gebräuchliche Spieltechniken:
- Bei der einen wird die geöffnete und leicht gerundete Handfläche an die Perlenketten gelegt und der Griff mit ruckartigen Bewegungen gedreht. So entsteht ein metallisch ratschendes Geräusch unterschiedlicher Länge, je nach Kürze und Schnelligkeit der Drehung. Variante: Durch leichtes Drehen des Griffes und der Handfläche bzw. der Perlenketten gegeneinander entsteht ein fließender Rhythmus, der nach Bedarf akzentuiert werden kann.

- Bei der anderen Spieltechnik wird die Cabasa am Griff in der Hand gehalten, so dass der Griff senkrecht und das zylinderförmige Kopfteil waagerecht sind. Durch das Vor- und Zurückschütteln der Cabasa schlagen die nicht vollständig anliegenden Perlenketten je gegen die Vorder- und Rückseite der Cabasa. Diese Technik erzeugt ein „klapperschlangenähnliches“ Rasseln.